# Киевская городская дума

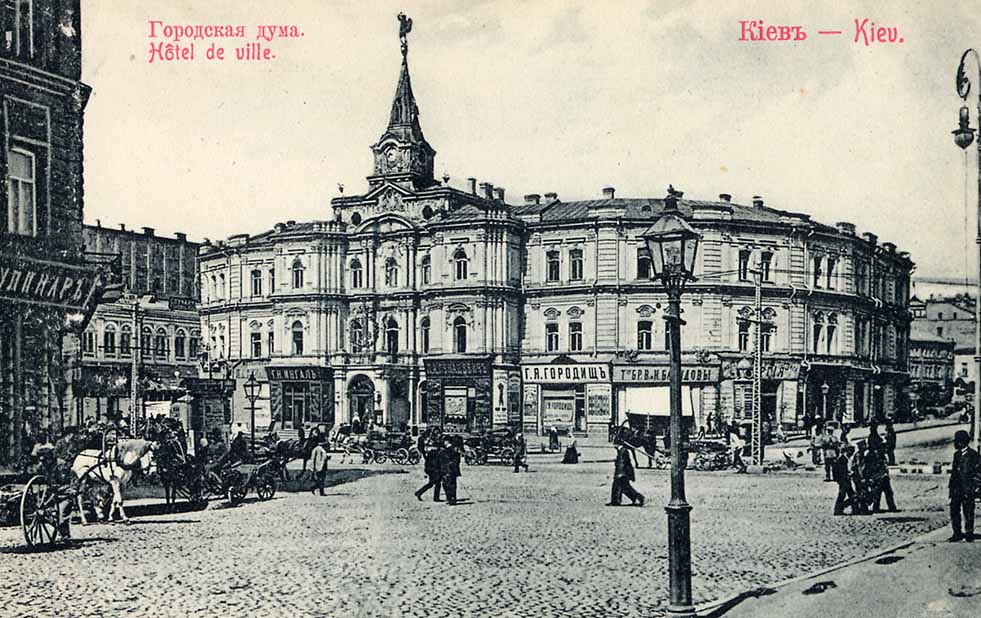
Киевская городская дума

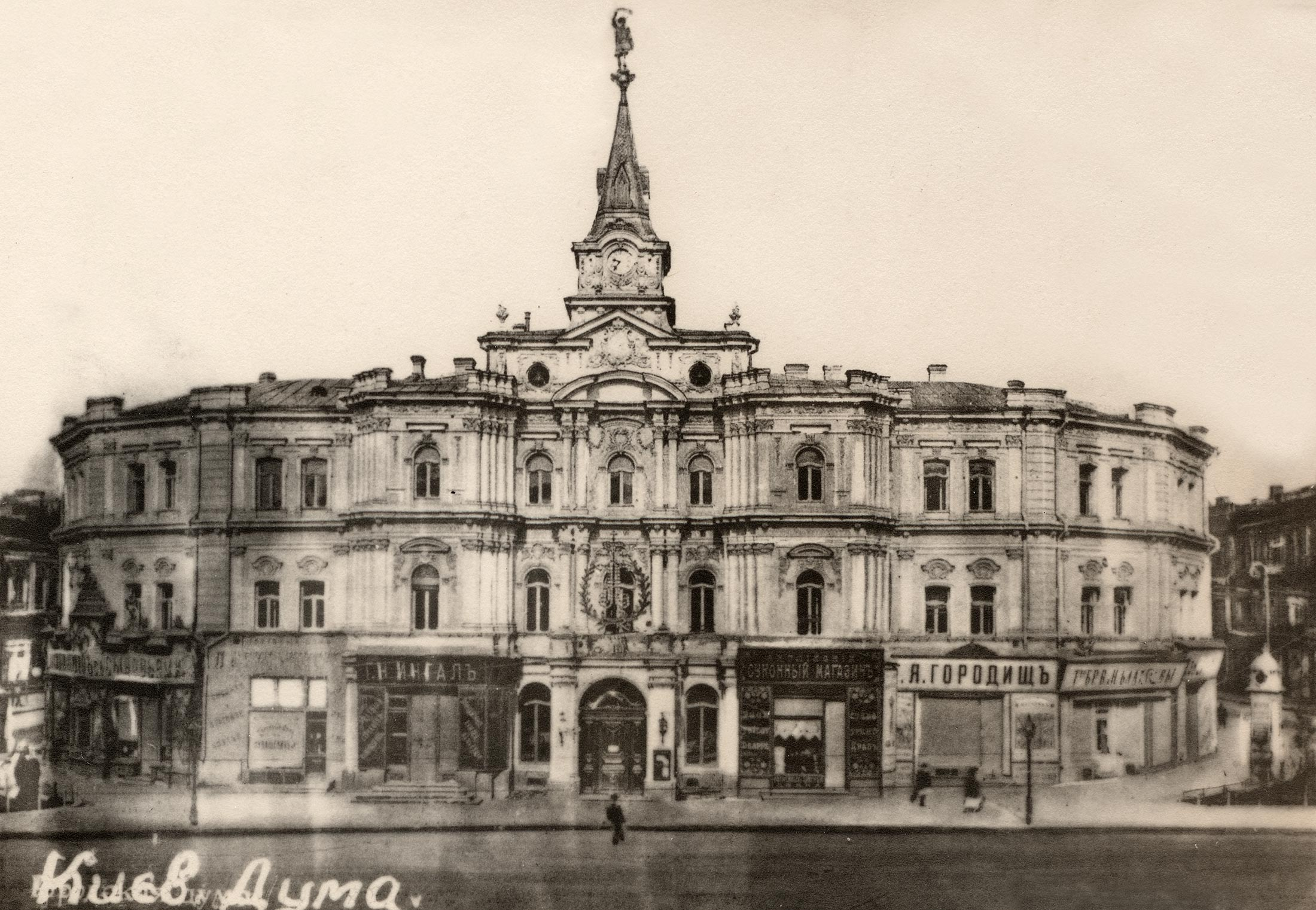
Вид думы со стороны Крещатика в конце XIX века

Ки́евская городска́я ду́ма — выборный распорядительный орган городского самоуправления в Киеве, сформированный в 1834 году после отмены магдебургского права.
Изначально размещалась в доме Назария Сухоты на Контрактовой площади. В 1878 году переехала в специально построенное здание на нынешней площади Независимости (в то время — Думская площадь).

## История
В 1834 году прошлая власть Киевского магистрата была упразднена. Николай I решил упразднить войтов, введя должность городского головы. На следующий год прошли выборы городского головы. На выборы головы могли являться все, у кого была недвижимость в Киеве. Депутатов было 72. Первым городским головой был избран старообрядец купец Парфений Дехтерёв (1796—1837).

## Галерея

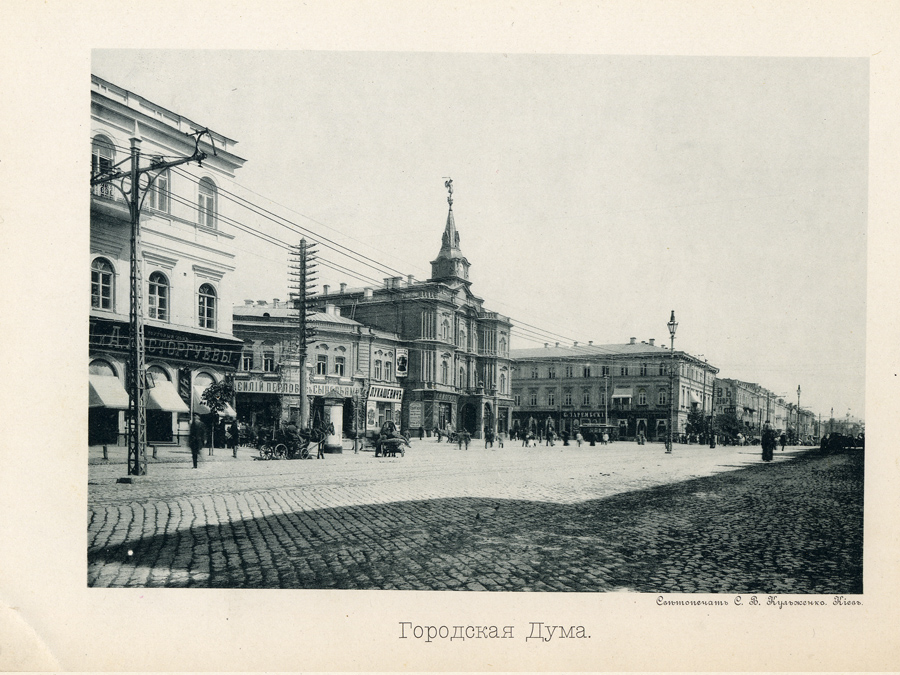
Листовка с фотографией думы. Конец XIX в., здание до реконструкции 1900 года.
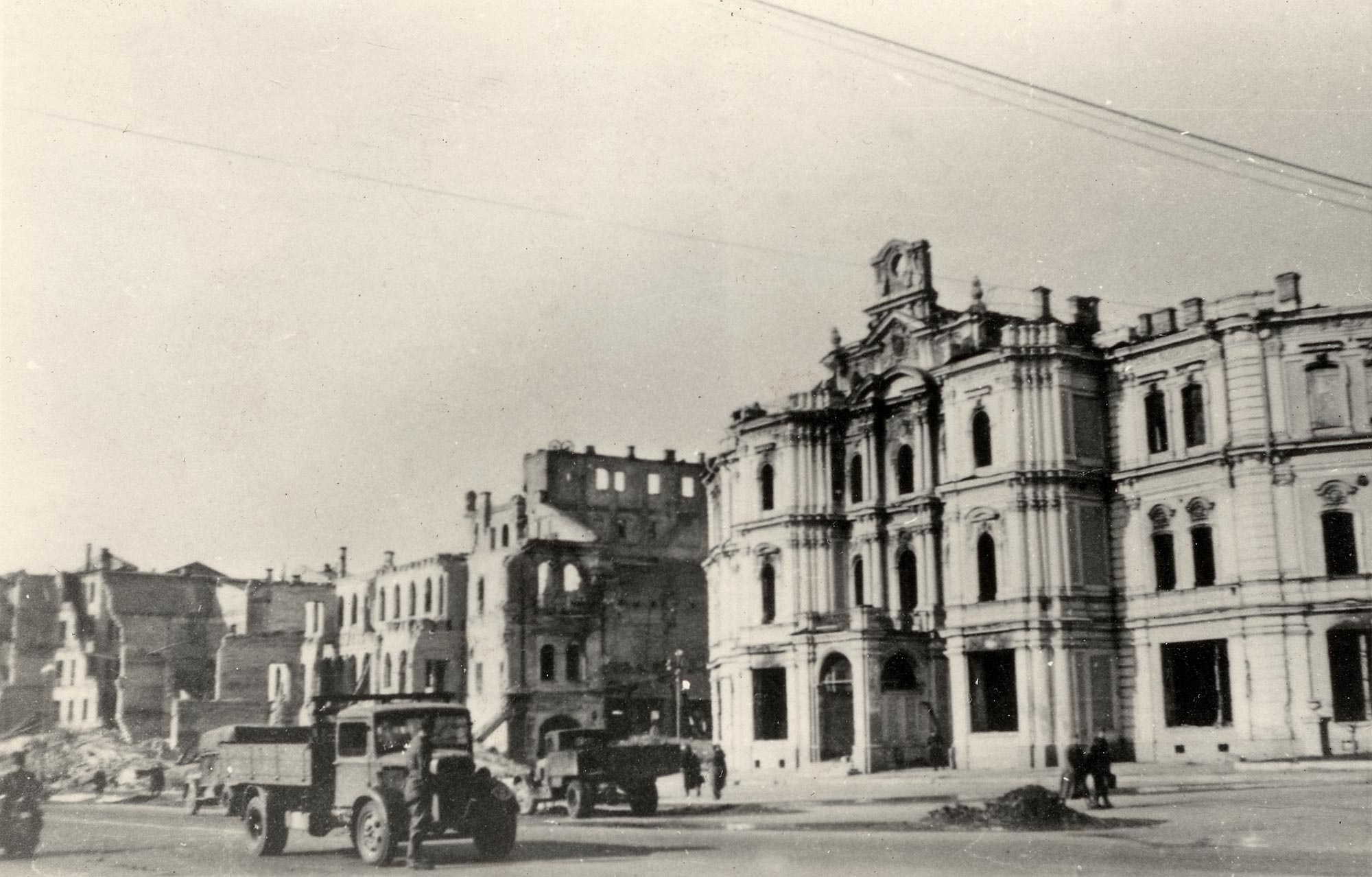
Разрушенное здание думы летом 1941 года
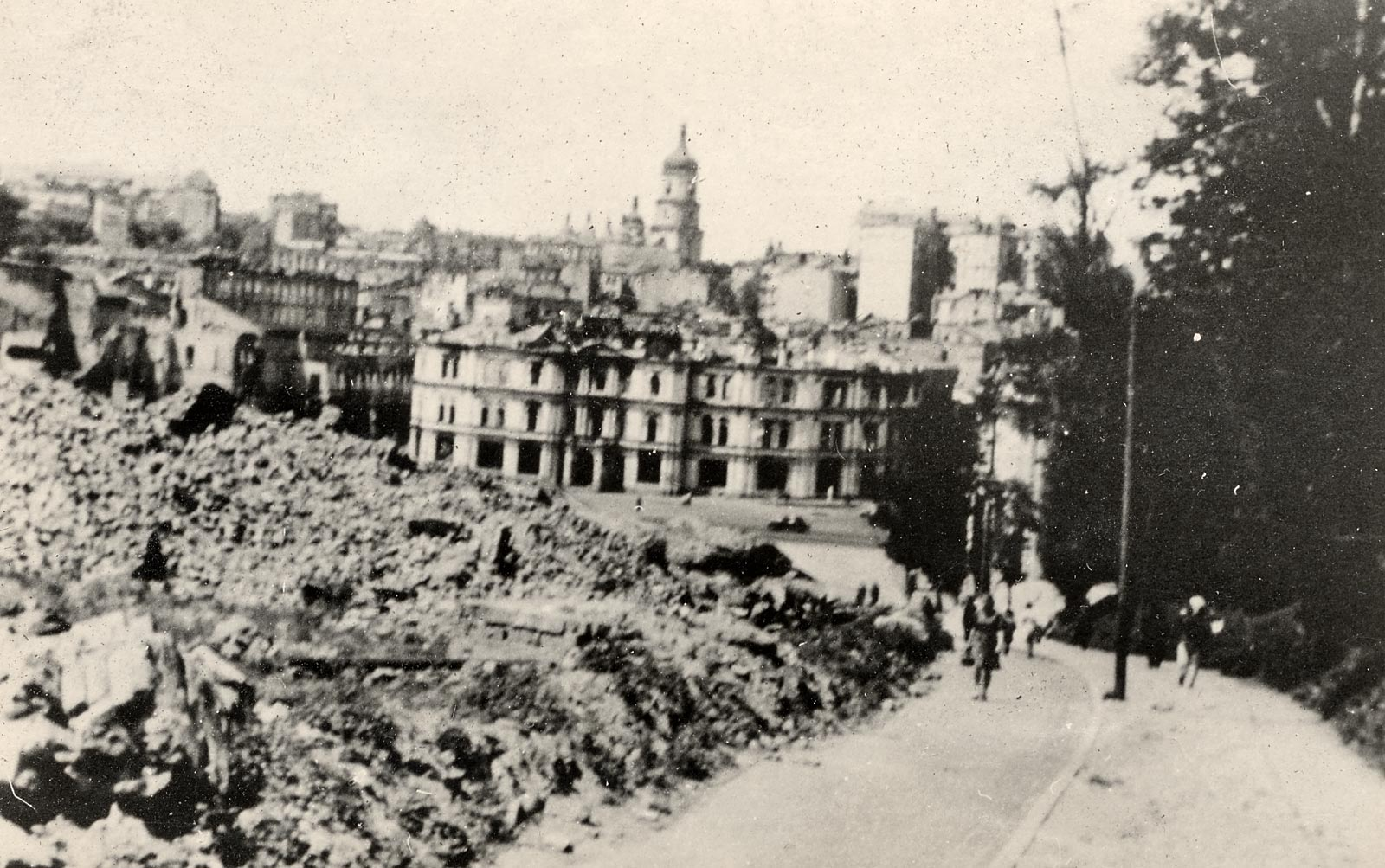
Разрушенное здание думы летом 1941 года
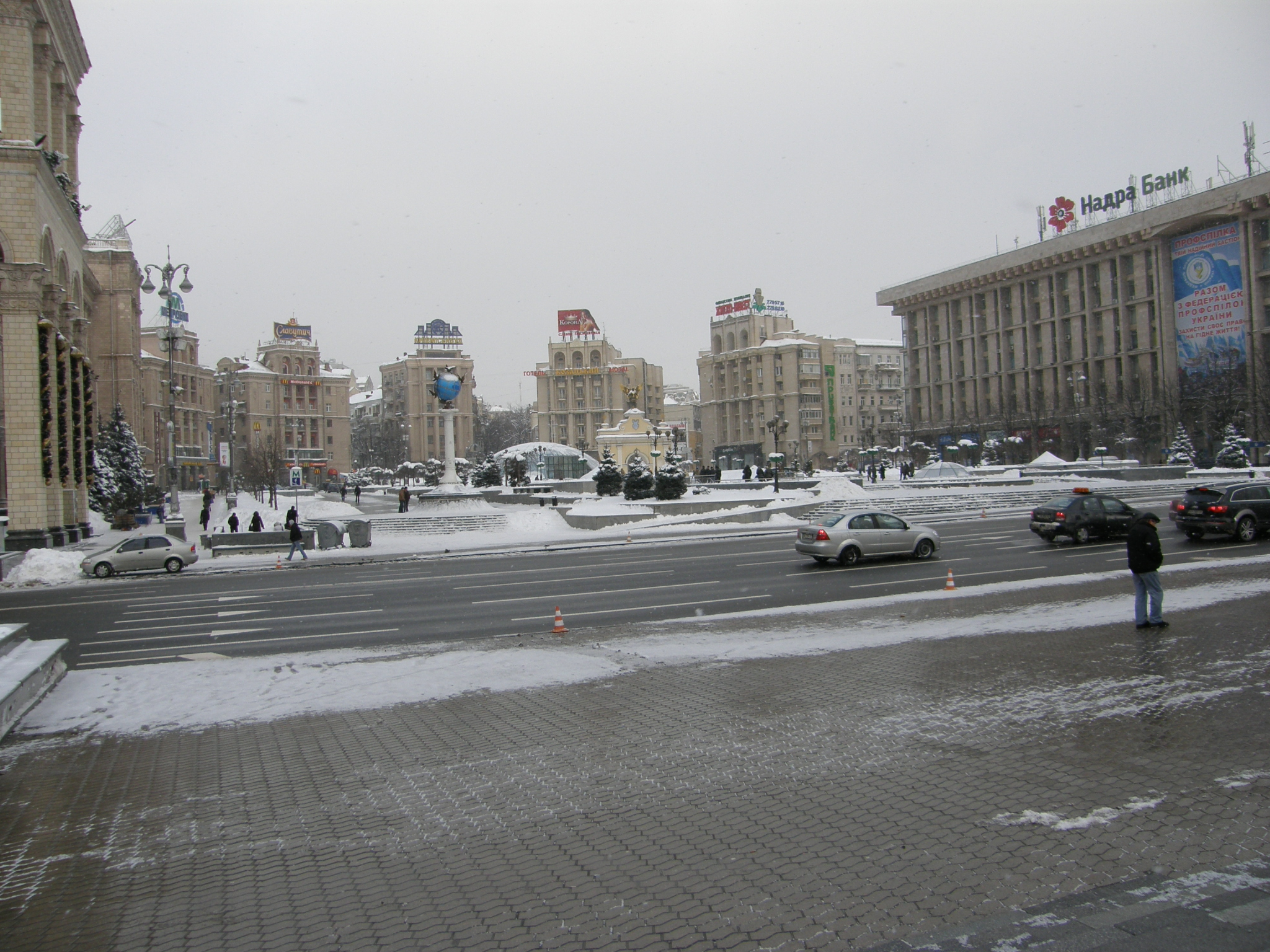
Вид места, на котором стояла дума, 2010 год